# Старый Раков
Старый Раков (бел. Стары Ракаў) — деревня Раковского сельсовета Воложинского района Минской области Белоруссии.
9 км северо-восточнее агрогородка Раков, 34 км восточнее Воложина, 40 км западнее Минска.
Транспортные коммуникации по местной дороге через деревню Кучкуны к Ракову и далее по автодороге Минск — Воложин.

## История
По определению Старый Раков существовал до 1465 года, когда великий князь литовский Казимир подарил виленскому воеводе Михалу Кезгайло землевладение Раков с административным центром в новом Ракове, где находился двор. Здесь явно присутствует перенос названия с одного места на другое вместе с переселенцами, в результате более молодое поселение получило то же имя, что и место, откуда прибыли люди. При этом старый населённый пункт получил определение с противоположным смыслом (антоним), в данном случае со временным признаком — старый.
06.05.1638: Старый Раков в составе землевладения Раков князя Симеона Сангушки; упоминаются огородники. 1672: «Тот же дед мой имел сына Юрия, отца моего, который года 1672 в полночь с дня 10 на день 11 января в Старом Ракове [родился]. Крещён от кс. плебана волминского…»
01.11.1704: Старо-Раковский гостинец. 23.04.1705: Заставное право на Старый Раков Ванковичу с инвентарём. 1744: В составе Раковской католической парафии. 1756: 22 дыма. 24.06.1761: Инвентарь фольварка «с деревнями до него принадлежащими, как то деревень Гервели, Геревич, Мацевич, Поликшов, Жуков. Монки и застенков особенных до того же фол., и деревень принадлежащих, то есть Рудзевщизна, Богданово, Будровщизна, Козаки и Лихачи при подании во владение арендное 3-летнее пану Адаму Хмаре вице инстигатору ВКЛит списанный». 1773: Старо Раковский, фольварк Раковского графства. 1779: Деревня и фольварк Старо Раковский, фол. 33 пригонных хоз. в аренде у каштеляна Адама Хмары. 27.05.1780: Владелец Раковского графства князь Януш Сангушка отдаёт фольварок в заставу минскому каштеляну пану Адаму Хмаре. 19.03.1783: Продажа фольварка в составе Раковского графства графу Михалу Клеофасу Огинскому. 11.03.1794: Продажа фольварка полоцкому стольнику Иозефату Селяве.
1800: Господский двор. 24.09.1818: Фольварк в аренде у владельца соседнего имения Дуброво Хмары. Имения Старый Раков и Новое Поле достались княгине Кристине Иосифовой Друцкой-Любецкой по наследству после Аполинария Иозефатова сына Селявы. 30.11.1854: «При имении Старом Ракове» «господский жилой деревянный дом на каменном основании с погребом гонтом крытый», три амбара, сараи, конюшня, экипажня, экономический дом, винокурня, две мельницы «одна воловая, а другая ветреная». 1858: Местечко, к которому приписаны из соседних деревень 425 муж. Собственность княгини Друцкой-Любецкой. 23.04.1858: Им. Старый Раков и Новое Поле передаются в 6-летнее управление и распоряжение вилейскому помещику Аврельяну Михайлову Родзевичу. 11.07.1866: Выкупное дело («Друцкой-Любецкой Х. И. имения „Старый Раков“»). 1897: Старый Раков, дер. Заславской волости. 55 жит.
1906: Крестьянин А. А. Богословский читал рабочим имения прокламацию «Манифест ко всему российскому крестьянству», которую он получил от рабочего Либаво-Роменской железной дороги. 1908: 13 дв., 72 жит. 1923: Фольварк Раковской гмины Столпецкого повета. 1926: Фол.: 4 дв. 1938: Старый Раков (Stary Raków), имение, колония, Раковская гмина Молодечненского пов. 12.10.1940: В составе Гировичского сельсовета Радошковичского района Вилейской обл. 1950: Организация колхоза, который обслуживался Залесской МТС. 1950-е: Большое рыбное озеро глубиной до 3 м, через которое протекал Чёрный ручей (правый приток Ислочи) с мельницей. 1959: 158 жит. 26.08.1961: В составе Раковского сельсовета. 1963: В составе совхоза «Залесский» с центром в деревне Новый Двор. 1994: 21 дв., 33 жит.
01.01.2006: 13 хоз., 21 чел. пост.: 1 ребёнок, 8 трудоспос., 12 пенсион. 2008: 13 хоз., 20 жит. 01.07.2013: 8 хоз., 13 чел.

## Планировка
Деревня состоит из прямолинейной улицы с переулками ориентированной с ЮЗ на СВ с двухсторонней застройкой деревянными домами усадебного типа.